# Nové Dvory (Opařany)
Nové Dvory (německy Neuhof) jsou malá vesnice, část obce Opařany v okrese Tábor v Jihočeském kraji. Nachází se asi 3,5 kilometru severně od Opařan. Je zde evidováno 37 adres. V roce 2011 zde trvale žilo 57 obyvatel.
Nové Dvory leží v katastrálním území Nové Dvory u Opařan o rozloze 5,61 km². V katastrálním území Nové Dvory u Opařan leží i Hodušín.

## Historie
První písemná zmínka o vesnici pochází z roku 1379.

## Obyvatelstvo
| Rok            | 1869 | 1880 | 1890 | 1900 | 1910 | 1921 | 1930 | 1950 | 1961 | 1970 | 1980 | 1991 | 2001 | 2011 | 2021 |
| -------------- | ---- | ---- | ---- | ---- | ---- | ---- | ---- | ---- | ---- | ---- | ---- | ---- | ---- | ---- | ---- |
| Počet obyvatel | 255  | 244  | 244  | 218  | 223  | 210  | 217  | 164  | 145  | 140  | 101  | 88   | 58   | 57   | 62   |
| Počet domů     | 32   | 35   | 36   | 36   | 36   | 36   | 37   | 38   | 39   | 39   | 29   | 36   | 31   | 27   | 32   |

## Obecní správa
Při sčítání lidu v letech 1850–1960 Nové Dvory byly samostatnou obcí v okrese Milevsko. V letech 1961–1980 byly částí obce Skrýchov u Opařan v okrese Tábor. Od 1. července 1980 jsou částí obce Opařany v okrese Tábor. V letech 1850–1960 k obci patřil Hodušín.

## Galerie

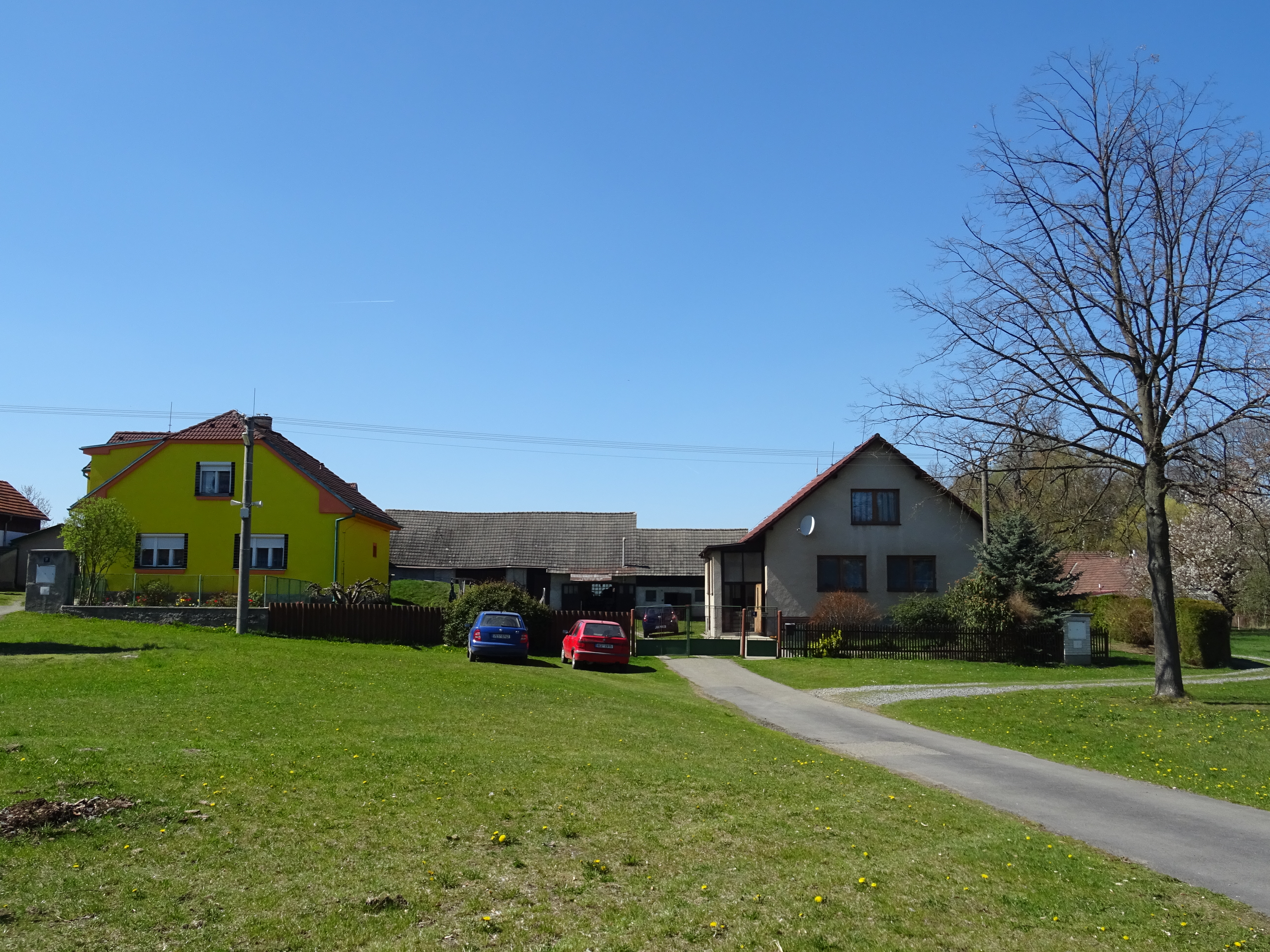
Domy na návsi
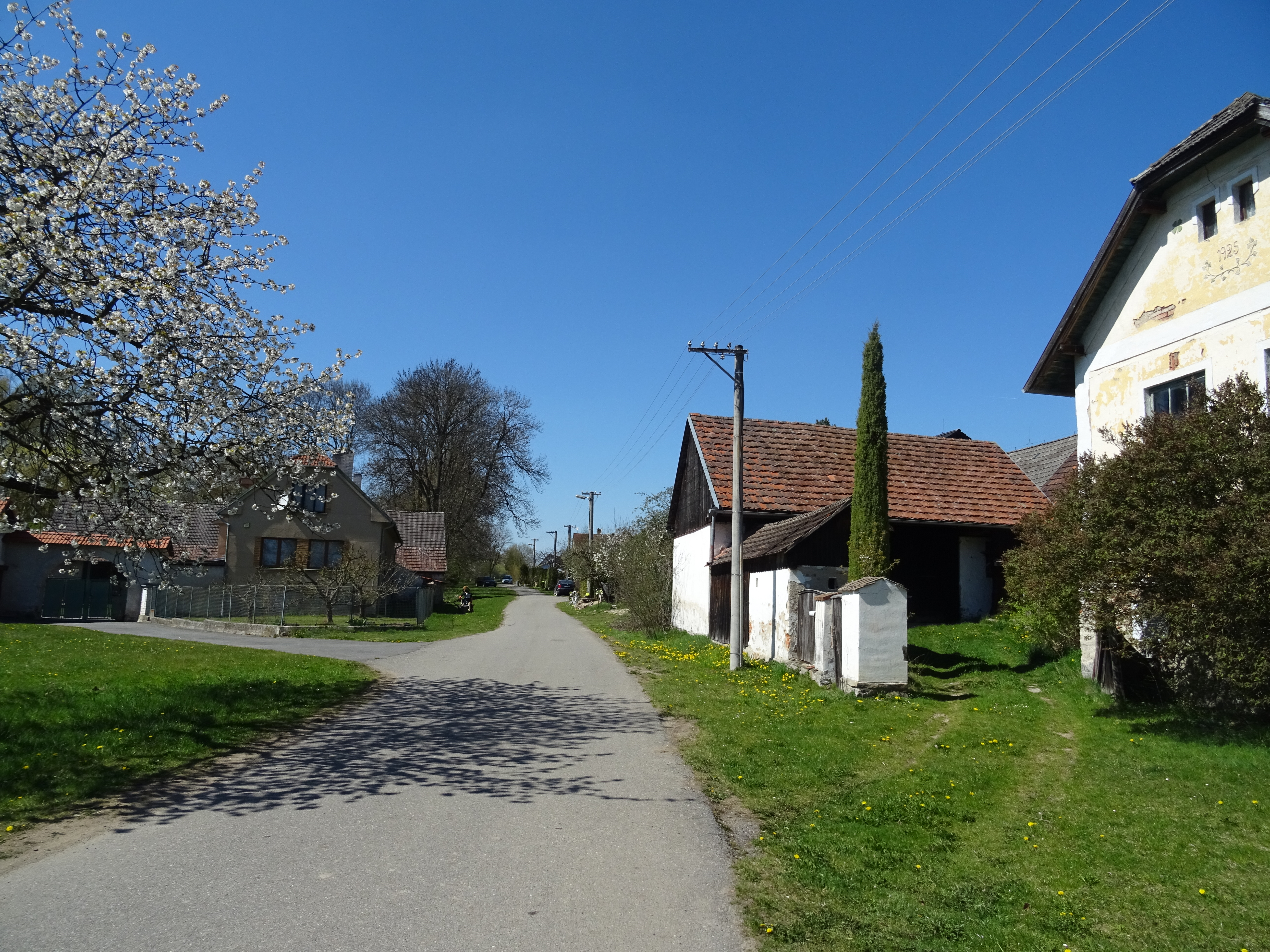
Ulice
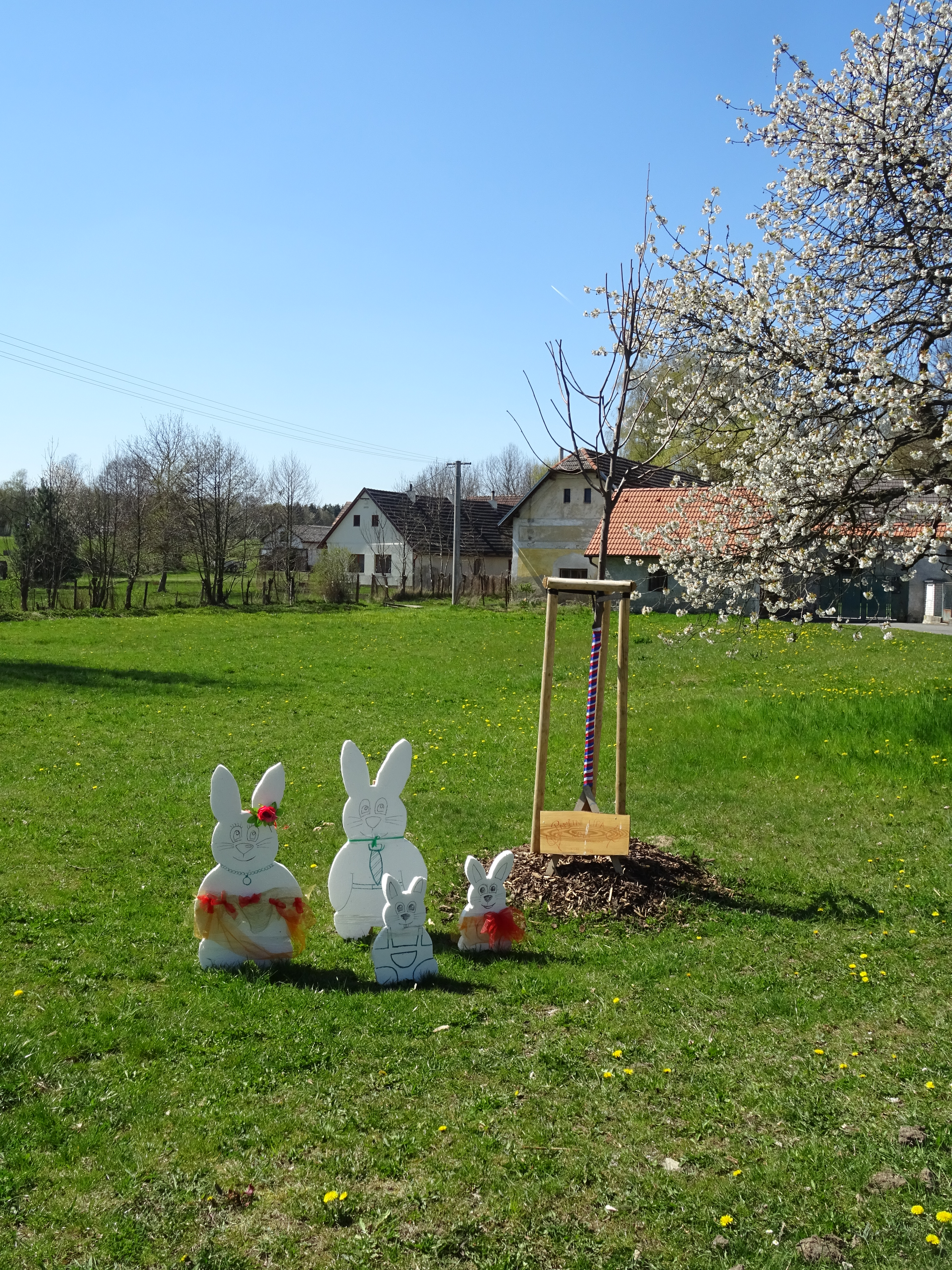
Velikonoční králící u lípy ke 100letému výročí republiky (2019)